# Massimiliano Maria di Thurn und Taxis
Massimiliano Maria Carlo Giuseppe Gabriele Lamorale di Thurn und Taxis (Dischingen, 23 luglio 1862 – Ratisbona, 2 giugno 1885) fu principe di Thurn und Taxis dal 1871 fino alla sua morte.

## Biografia
Massimiliano era figlio del Principe Massimiliano Antonio di Thurn und Taxis e della duchessa Elena in Baviera. Alla morte del padre, nel 1867, divenne principe ereditario della casata dei Thurn und Taxis. Nel 1871 successe al nonno, il principe Massimiliano Carlo di Thurn und Taxis, sotto la reggenza della madre.
Per prepararsi al futuro ingresso in società, Massimiliano Maria ricevette la sua educazione dal barone Carl von Geyr-Schleppenburg a livello privato. A partire dall'autunno del 1880, studiò filosofia, legge ed economia presso l'Università di Bonn, passando poi a quella di Strasburgo ed infine a quella di Gottinga. Sin da ragazzo rimase sempre molto affascinato dai cavalli e dalla caccia, oltre che dalle arti e dalle scienze in generale. Amante della storia, chiese all'archivista della sua famiglia di redigere una storia della casata dei Thurn und Taxis basata su dati scientificamente comprovato.
Massimiliano Maria si dedicò largamente anche alle associazioni di volontariato, in particolare per la città di Ratisbona e per le campagne circostanti, facendo inoltre restaurare l'abbazia di Sant'Emmeram nel 1883 in stile neorinascimentale grazie alla collaborazione dell'architetto tedesco Max Schultze.
Morì il 2 giugno 1885 a soli 23 anni e gli succedette il fratello Alberto. La causa della sua morte improvvisa furono una serie di problematiche di natura cardiaca che si erano originate dalla scarlattina contratta in gioventù ed evolutasi nel tempo in una serie di spasmi cardiaci e scompensi. Aveva iniziato ad accusare dei dolori al ritorno da una battuta di caccia al gallo cedrone con suo zio, l'imperatore Francesco Giuseppe. L'imperatrice Sissi, sua zia, compose in morte del nipote una poesia per onorarlo: "Mentre dobbiamo impallidire/nel freddo sarcofago,/una corona di/saluti gioiosi sale al giorno inondato dalla luce./E l'angelo più giovane poco sopra/lo accoglie con un sorriso/Fede, speranza, strettamente intrecciate,/ci rispedisce come ringraziamento"

## Ascendenza
|                                                              |                        |                                               | Genitori                                   |  |  | Nonni |  |  | Bisnonni                                        |  |  | Trisnonni                                     |  |
|                                                              |                        |                                               |                                            |  |  |       |  |  | Carlo Alessandro, V Principe di Thurn und Taxis |  |  | Carlo Anselmo, IV Principe di Thurn und Taxis |  |
|                                                              |                        |                                               |                                            |  |  |       |  |  | Carlo Alessandro, V Principe di Thurn und Taxis |  |  | Carlo Anselmo, IV Principe di Thurn und Taxis |  |
|                                                              |                        | Duchessa Augusta di Württemberg               |                                            |  |  |       |  |  | Carlo Alessandro, V Principe di Thurn und Taxis |  |  |                                               |  |
| Massimiliano Carlo, VI Principe di Thurn und Taxis           |                        |                                               |                                            |  |  |       |  |  | Carlo Alessandro, V Principe di Thurn und Taxis |  |  |                                               |  |
|                                                              |                        | Duchessa Teresa di Meclemburgo-Strelitz       | Carlo II, Granduca di Meclemburgo          |  |  |       |  |  |                                                 |  |  |                                               |  |
|                                                              |                        | Duchessa Teresa di Meclemburgo-Strelitz       | Carlo II, Granduca di Meclemburgo          |  |  |       |  |  |                                                 |  |  |                                               |  |
|                                                              |                        | Duchessa Teresa di Meclemburgo-Strelitz       | Principessa Federica d'Assia-Darmstadt     |  |  |       |  |  |                                                 |  |  |                                               |  |
| Massimiliano Antonio, Principe Ereditario di Thurn und Taxis |                        | Duchessa Teresa di Meclemburgo-Strelitz       |                                            |  |  |       |  |  |                                                 |  |  |                                               |  |
|                                                              |                        | Ernesto, Barone di Dörnberg                   | Pandolphus Ferdinand, Barone di Dörnberg   |  |  |       |  |  |                                                 |  |  |                                               |  |
|                                                              |                        | Ernesto, Barone di Dörnberg                   | Pandolphus Ferdinand, Barone di Dörnberg   |  |  |       |  |  |                                                 |  |  |                                               |  |
|                                                              |                        | Ernesto, Barone di Dörnberg                   | Caroline Dorothea von Löwenstein           |  |  |       |  |  |                                                 |  |  |                                               |  |
| Baronessa Guglielmina di Dörnberg                            |                        | Ernesto, Barone di Dörnberg                   |                                            |  |  |       |  |  |                                                 |  |  |                                               |  |
|                                                              |                        | Wilhelmine Henriette Maximiliane von Glauburg | Friedrich Maximilian von Glauburg          |  |  |       |  |  |                                                 |  |  |                                               |  |
|                                                              |                        | Wilhelmine Henriette Maximiliane von Glauburg | Friedrich Maximilian von Glauburg          |  |  |       |  |  |                                                 |  |  |                                               |  |
|                                                              |                        | Wilhelmine Henriette Maximiliane von Glauburg | Wilhelmine Auguste Caroline von Geismar    |  |  |       |  |  |                                                 |  |  |                                               |  |
| Massimiliano Maria, VII Principe di Thurn und Taxis          |                        | Wilhelmine Henriette Maximiliane von Glauburg |                                            |  |  |       |  |  |                                                 |  |  |                                               |  |
|                                                              | Pio Augusto in Baviera | Guglielmo in Baviera                          |                                            |  |  |       |  |  |                                                 |  |  |                                               |  |
|                                                              | Pio Augusto in Baviera | Guglielmo in Baviera                          |                                            |  |  |       |  |  |                                                 |  |  |                                               |  |
|                                                              | Pio Augusto in Baviera | Maria Anna di Zweibrücken-Birkenfeld          |                                            |  |  |       |  |  |                                                 |  |  |                                               |  |
| Massimiliano Giuseppe in Baviera                             | Pio Augusto in Baviera |                                               |                                            |  |  |       |  |  |                                                 |  |  |                                               |  |
|                                                              |                        | Amalia Luisa di Arenberg                      | Louis-Marie, Duca di Arenberg              |  |  |       |  |  |                                                 |  |  |                                               |  |
|                                                              |                        | Amalia Luisa di Arenberg                      | Louis-Marie, Duca di Arenberg              |  |  |       |  |  |                                                 |  |  |                                               |  |
|                                                              |                        | Amalia Luisa di Arenberg                      | Marie Adélaïde Julie de Mailly             |  |  |       |  |  |                                                 |  |  |                                               |  |
| Duchessa Elena in Baviera                                    |                        | Amalia Luisa di Arenberg                      |                                            |  |  |       |  |  |                                                 |  |  |                                               |  |
|                                                              |                        | Massimiliano I Giuseppe di Baviera            | Federico Michele di Zweibrücken-Birkenfeld |  |  |       |  |  |                                                 |  |  |                                               |  |
|                                                              |                        | Massimiliano I Giuseppe di Baviera            | Federico Michele di Zweibrücken-Birkenfeld |  |  |       |  |  |                                                 |  |  |                                               |  |
|                                                              |                        | Massimiliano I Giuseppe di Baviera            | Maria Francesca del Palatinato-Sulzbach    |  |  |       |  |  |                                                 |  |  |                                               |  |
| Ludovica di Baviera                                          |                        | Massimiliano I Giuseppe di Baviera            |                                            |  |  |       |  |  |                                                 |  |  |                                               |  |
|                                                              |                        | Carolina di Baden                             | Carlo Luigi di Baden                       |  |  |       |  |  |                                                 |  |  |                                               |  |
|                                                              |                        | Carolina di Baden                             | Carlo Luigi di Baden                       |  |  |       |  |  |                                                 |  |  |                                               |  |
|                                                              |                        | Carolina di Baden                             | Amalia d'Assia-Darmstadt                   |  |  |       |  |  |                                                 |  |  |                                               |  |
|                                                              |                        | Carolina di Baden                             |                                            |  |  |       |  |  |                                                 |  |  |                                               |  |